# WWE Super ShowDown
Super ShowDown  este un pay-per-view (PPV) produs anual de WWE și difuzată în direct și disponibilă prin Pay-per-View (PPV) și WWE Network.
Evenimentul a fost înființat în 2018 și până acum a avut loc numai în țări din afara Statelor Unite în stadioane în aer liber. Primul eveniment a avut loc în Australia, iar ediția din 2019 a avut loc în Arabia Saudită.

## Evenimente

### 2018
Super Show-Down 2018 a avut loc pe data de 6 octombrie 2018, evenimentul fiind gazduit de Melbourne Cricket Ground
din Melbourne, Victoria, Australia.
- The New Day (Kofi Kingston & Xavier Woods) (însoțiți de Big E) i-au învins pe The Bar (Cesaro & Sheamus) păstrându-și titlurile SmackDown Tag Team Championship (9:38)[1]
  - Kingston l-a numărat pe Cesaro după un «Diving Foot Stomp».
- Charlotte Flair a învins campioana SmackDown Women's Championship Becky Lynch prin descalificare (10:50)[2]
  - Lynch a fost descalificată după ce a lovit-o pe Charlotte cu centura.
- John Cena și Bobby Lashley i-au învins pe Kevin Owens & Elias (10:05)[3]
  - Cena l-a numărat pe Elias după un «Lightning Fist».
- The IIconics (Billie Kay & Peyton Royce) le-au învins pe Asuka & Naomi (5:45)[4]
  - Royce a numărat-o pe Naomi după un «Sick Knee from Sidney».
- AJ Styles (c) l-a învins pe Samoa Joe într-un No Disqualification Match păstrându-și titlul WWE Championship (23:45)[5]
  - Styles l-a făcut pe Joe să cedeze după un «Calf Crusher».
- Ronda Rousey & The Bella Twins (Nikki Bella & Brie Bella) l-ea învins pe The Riott Squad (Ruby Riott, Sarah Logan & Liv Morgan) (10:05)[6]
  - Rousey l-ea făcut pe Logan și Morgan să cedeze cu un «Armbar».
- Buddy Murphy l-a învins pe Cedric Alexander (c) câștigând titlul WWE Cruiserweight Championship (10:35)[7]
  - Murphy l-a numărat pe Lynch după un «Murphy's Law».
- The Shield (Roman Reigns, Dean Ambrose & Seth Rollins) i-au învins pe Braun Strowman, Drew McIntyre & Dolph Ziggler (19:40)[8]
  - Ambrose l-a numărat pe Ziggler după un «Dirty Deeds».
- Daniel Bryan l-a învins pe The Miz câștigând o șansă pentru titlul WWE Championship la WWE Crown Jewel (2:25)[9]
  - Bryan l-a numărat pe Miz cu un «Small Package».
- Triple H (însoțit de Shawn Michaels) l-a învins pe The Undertaker (însoțit de Kane) într-un No Disqualification Match (27:35)[10]
  - Triple H l-a numărat pe Undertaker după douo «Sweet Chin Music» a lui Michaels, o lovitură cu barosul și un «Pedigree».
  - În timpul meciului, Kane a intervenit în favoarea lui Undertaker și Michaels în favoarea lui Triple H.

### 2019
Super ShowDown 2019 a avut loc pe data de 7 iunie 2019, evenimentul fiind gazduit de King Abdullah International Stadium
din Jeddah, Arabia Saudită.
- Kick-off: The Usos (Jimmy Uso & Jey Uso) i-au învins pe The Revival (Dash Wilder & Scott Dawson) (7:15)[11]
  - Jimmy l-a numărat pe Dawson după un «Superkick».
- Seth Rollins l-a învins pe Baron Corbin păstrându-și titlul WWE Universal Championship (11:15)[12]
  - Rollins l-a numărat pe Corbin cu un «Roll-up».
  - După meci, Brock Lesnar a încercat să încaseze valiza dar a fost atacat de Rollins.
- Finn Bálor l-a învins pe Andrade păstrându-și titlul WWE Intercontinental Championship (11:35)[13]
  - Balor l-a numărat pe Andrade după un «Coupe de Grâce».
- Shane McMahon (însoțit de Drew McIntyre) l-a învins pe Roman Reigns (9:15)[14]
  - McMahon l-a numărat pe Reigns după un «Claymore» a lui McIntyre.
  - În timpul meciului, McIntyre a intervenit în favoarea lui McMahon.
- Lars Sullivan i-a învins pe Lucha House Party (Kalisto, Gran Metalik & Lince Dorado) prin descalificare (5:15)[15]
  - Arbitrul a oprit lupta după ce Lucha House Party l-au atacat pe Sullivan.
- Randy Orton l-a învins pe Triple H (25:45)[16]
  - Orton l-a numărat pe Triple H după un «RKO».
- Braun Strowman l-a învins pe Bobby Lashley (8:20)[17]
  - Strowman l-a numărat pe Lashley după un «Running Powerslam».
- Kofi Kingston (însoțit de Xavier Woods) l-a învins pe Dolph Ziggler păstrându-și titlul WWE Championship (10:15)[18]
  - Kingston l-a numărat pe Ziggler după un «Trouble in Paradise».
- Mansoor a câștigat un 50-Man Battle Royal.[19][20]
  - Mansoor a câștigat lupta după ce l-a eliminat pe Elias.
  - Ceilalți participanți au fost: Sunil Singh, Samir Singh, Karl Anderson, Eric Young, Humberto Carrillo, Mike Kanellis, Luke Gallows, Heath Slater, Curtis Axel, Oney Lorcan, Akira Tozawa, Bo Dallas, No Way Jose, Mojo Rawley, The Brian Kendrick, Drew Gulak, Tony Nese, Tucker, Akam, Rezar, Ivar, Erik, Titus O'Neil, Buddy Murphy, Shelton Benjamin, Zack Ryder, Curt Hawkins, Chad Gable, Apollo Crews, Jinder Mahal, Otis, Xavier Woods, Rowan, Jimmy Uso, Jey Uso, Dash Wilder, Scott Dawson, Matt Hardy, Cedric Alexander, Shinsuke Nakamura, Sin Cara, Rusev, Robert Roode, The Miz, Samoa Joe, Ali, Ricochet și Cesaro.
- The Undertaker l-a învins pe Goldberg (9:35)[21]
  - Undertaker l-a numărat pe Goldberg după un «Chokeslam».

### 2020
Super ShowDown 2020 a avut loc pe data de 10 februarie 2020, evenimentul fiind gazduit de Mohammed Abdu Arena
din Riyadh, Arabia Saudită.
- Kick-off: The O.C. (Luke Gallows și Karl Anderson) i-au învins pe The Viking Raiders (Erik și Ivar) (9:58)
  - Gallows l-a numărat pe Ivar după un «Magic Killer».
- The Undertaker[Note 1] i-a învins pe AJ Styles, Andrade, Bobby Lashley, Erick Rowan, și R-Truth într-un Gauntlet Match câștigând trofeul Tuwaiq (21:44)
  - Undertaker l-a numărat pe Styles după un «Chokeslam».
  - Inițial, Rey Mysterio făcea parte din luptă dar a fost înlocuit de Undertaker după ce a fost atacat de The O.C.
- The Miz și John Morrison i-au învins pe The New Day (Big E și Kofi Kingston) (c) câștigând centurile WWE SmackDown Tag Team Championship (13:17)
  - Miz l-a numărat pe Kofi după ce Morrison l-a lovit cu un scaun când arbitrul nu era atent.
- Angel Garza l-a învins pe Humberto Carrillo (9:13)
  - Garza l-a numărat pe Carrillo cu un «Roll-Up».
- Seth Rollins și Murphy (c) i-au învins pe The Street Profits (Angelo Dawkins și Montez Ford) păstrându-și centurile WWE Raw Tag Team Championship (10:35)
  - Murphy l-a numărat pe Dawkins după un «Curb Stomp» a lui Rollins.
- Mansoor l-a învins pe Dolph Ziggler (9:21)
  - Mansoor l-a numărat pe Ziggler după un «Diving Moonsault».
- Brock Lesnar (însoțit de Paul Heyman) l-a învins pe Ricochet păstrându-și titlul WWE Championship (1:34)
  - Lesnar l-a numărat pe Ricochet după un «F-5».
- Roman Reigns l-a învins pe King Corbin într-un Steel Cage Match (12:59)
  - Reigns l-a numărat pe Corbin după un «Superman Punch» cu un lanț.
- Bayley (c) a învins-o pe Naomi păstrându-și titlul WWE SmackDown Women's Championship (11:33)
  - Bayley a numărat-o pe Naomi după un «Rose Plant».
- Goldberg l-a învins pe "The Fiend" Bray Wyatt (c) câștigând titlul WWE Universal Championship ()
  - Goldberg l-a numărat pe Wyatt după un «Jackhammer».